# Musikjahr 1596
Liste der Musikjahre

◄◄ | ◄ | 1592 | 1593 | 1594 | 1595 | Musikjahr 1596 | 1597 | 1598 | 1599 | 1600 | ► | ►►

Weitere Ereignisse
Dieser Artikel behandelt das Musikjahr 1596.

## Ereignisse
- John Dowland kehrt Ende 1596 oder Anfang 1597 nach London zurück, in der Hoffnung, als Hoflautenist angestellt zu werden. Doch seine Erwartungen zerschlagen sich, da sein Freund und Gönner Henry Noel verstirbt, kurz nachdem er Dowland in einem Brief um seine Rückkehr nach England gebeten hatte.
- Christian Erbachs erste bekannte Veröffentlichung ist 1596 eine fünfstimmigen Litanei im zweiten Buch des Thesaurus litaniarum des Augsburger Musikers Georg Victorinus. Um diese Zeit wird Erbach bereits von der Augsburger Bankiers- und Kaufmannsfamilie Fugger gefördert, deren Organist an der Hofkapelle der Fugger er in den 1590er Jahren wird.
- Jacobus Florius bekommt 1596 die Stellung eines Hofkapellmeisters in Salzburg bei Fürstbischof Wolf Dietrich von Raitenau.
- Johannes de Fossa, der nach dem Tod von Orlando di Lasso 1594 dessen Nachfolger als Kapellmeister der Münchner Hofkapelle wurde, muss zwischen 1596 und 1598 bezüglich seines Gehalts wegen Zahlungsverzugs des Hofs mehrmals vorstellig werden.
- Géry de Ghersem wird 1596 – nach dem Tod von Philippe Rogier – Vizekapellmeister in der spanischen Hofkapelle unter Mateo Romero.
- Nathaniel Giles, der seit dem Jahr 1585 als Organist und Chormeister an der St. George’s Chapel in Windsor tätig ist, wirkt seit 1596 gleichzeitig als Knabenchorleiter an der Chapel Royal in London.
- Adam Gumpelzhaimer, der 1581 Kantor und Praeceptor am Gymnasium bei St. Anna in Augsburg wurde, organisiert 1596 den Schulchor bei St. Anna neu.

- Claude Le Jeune, der 1594 nach Paris zurückgekehrt war und anschließend in die Hofkapelle von König Heinrich IV. eintrat, wird 1596 zum Kammerkomponisten ernannt.
- Carl Luython wird 1596 – nach dem Tod von Paul de Winde – erster Kapellorganist in der Hofkapelle von Kaiser Rudolf II.
- Luca Marenzio hält sich 1596 am Hof König Sigismunds von Polen in Warschau auf.
- Giovanni Maria Nanino, der seit dem 28. Oktober 1577 als Tenor im Chor der renommierten päpstlichen Kapelle, der Cappella Pontificia, tätig ist, übernimmt darüber hinaus verschiedene administrative Ämter: So ist er 1596 als „Punktator“ für die Aufzeichnung der täglichen Verpflichtungen, Anwesenheiten und Irregularitäten der päpstlichen Kapellmitglieder in den sogenannten Diari Sistini zuständig; 1588, 1589 und wahrscheinlich 1596 ist er Sekretär des Kapellkämmerers.
- Benedetto Pallavicino wird – nach dem Ableben von Giaches de Wert 1596 – dessen Nachfolger als Kapellmeister am Hof der Gonzaga.
- Jakob Regnart, der seit 1582 als Vizekapellmeister in Innsbruck am Hof von Erzherzog Ferdinand II. tätig war, wird 1596 durch Erzherzog Matthias in den Adelsstand erhoben. Er bleibt nur bis 27. April 1596 in Innsbruck und kehrt im November 1596 nach Prag zurück und bekommt dort, unter der Leitung von Philippe de Monte, die Stellung des Vizekapellmeisters.
- Melchior Schramm übergibt 1596 die Leitung der Hofkapelle am Hof Hohenzollern-Sigmaringen an Narcissus Zängel, einen Schüler Orlando di Lassos, und versieht in der Folge die Aufgaben eines Hoforganisten.
- Thomas Tomkins wirkt ab 1596 bis ins hohe Alter als Organist und Chorleiter an der Kathedrale von Worcester.
- Jan van Turnhout, der seit 1586 das Amt des Hofkapellmeisters in Brüssel bekleidet, beschafft 1596 finanzielle Mittel für die Erziehung von sechs Chorknaben, für die er verantwortlich ist.
- Melchior Vulpius wird 1596 zum Stadtkantor in Weimar berufen.
- Giaches de Wert, der seit 1582 an den Folgen einer Malaria-Erkrankung litt, ist daran im Mai 1596 verstorben; er wird in der Krypta der Basilika Santa Barbara in Mantua, der Hofkirche der Gonzaga-Herzöge beigesetzt. Sein Nachfolger an Santa Barbara wird Giovanni Gastoldi.
- Ludovico Zacconi verlässt 1596 den Dienst am Hof Wilhelms V. von Bayern und kehrt nach Italien zurück.

## Instrumental- und Vokalmusik (Auswahl)

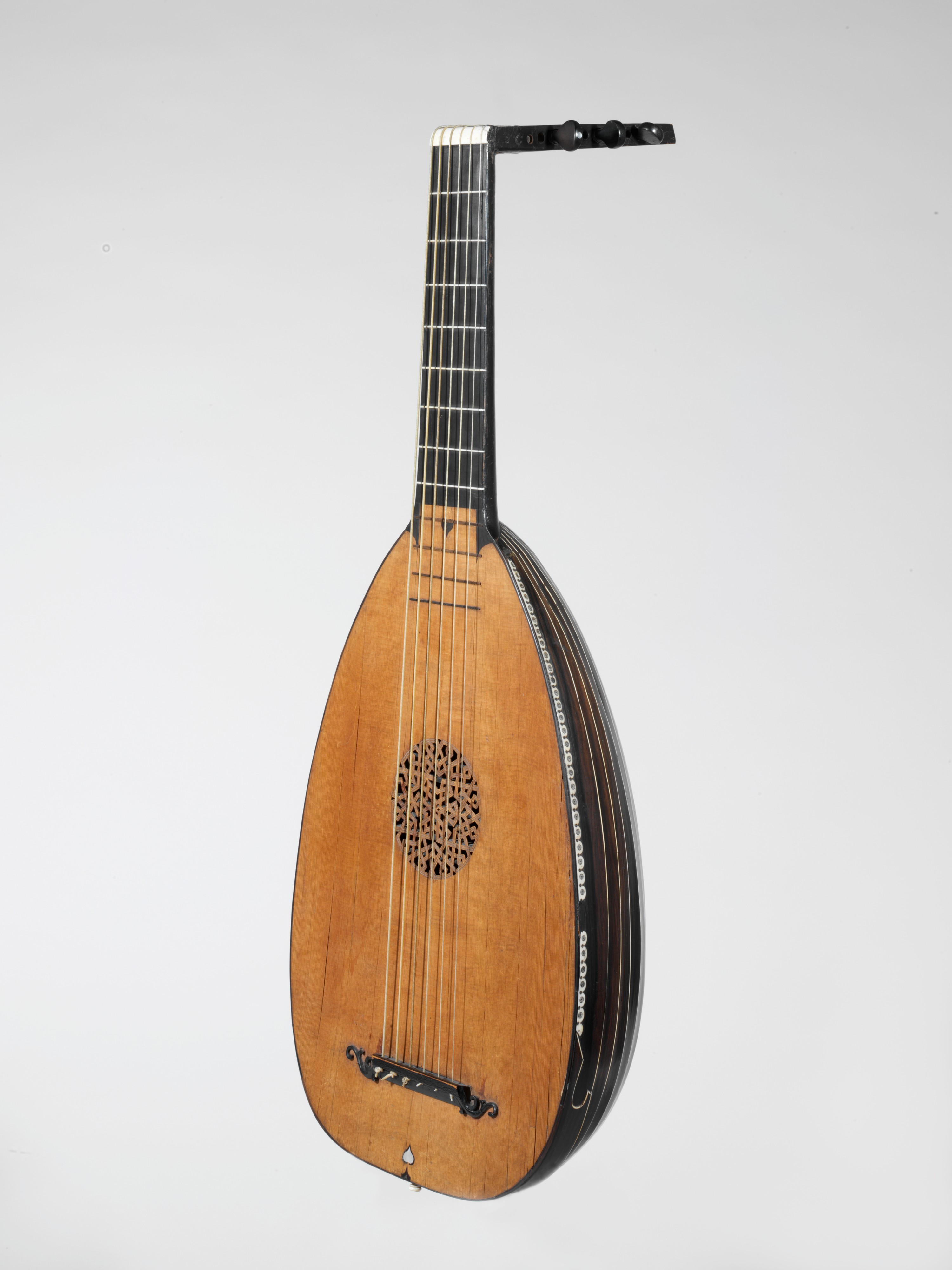
Laute von Sixtus Rauchwolff, Augsburg 1596
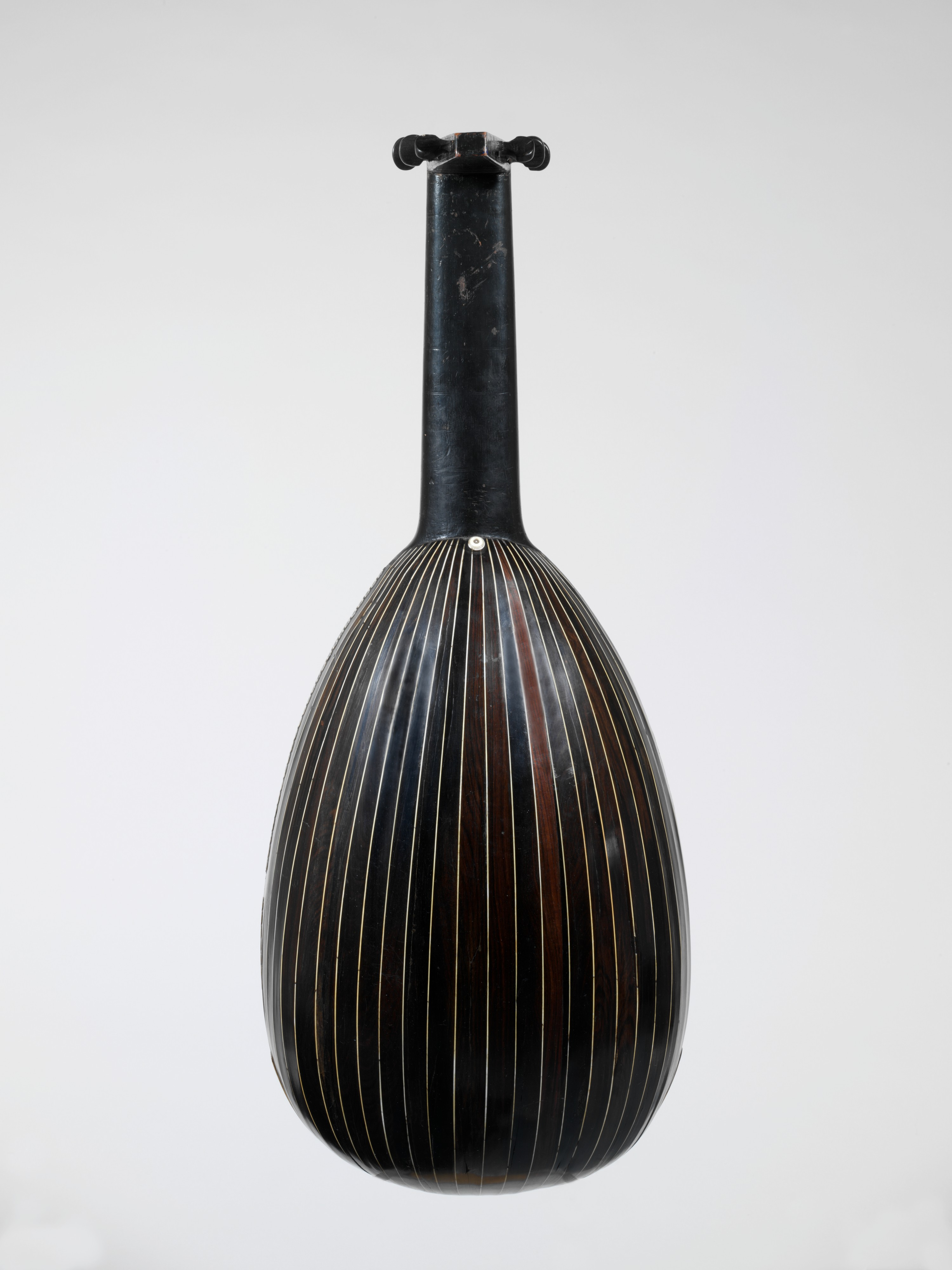
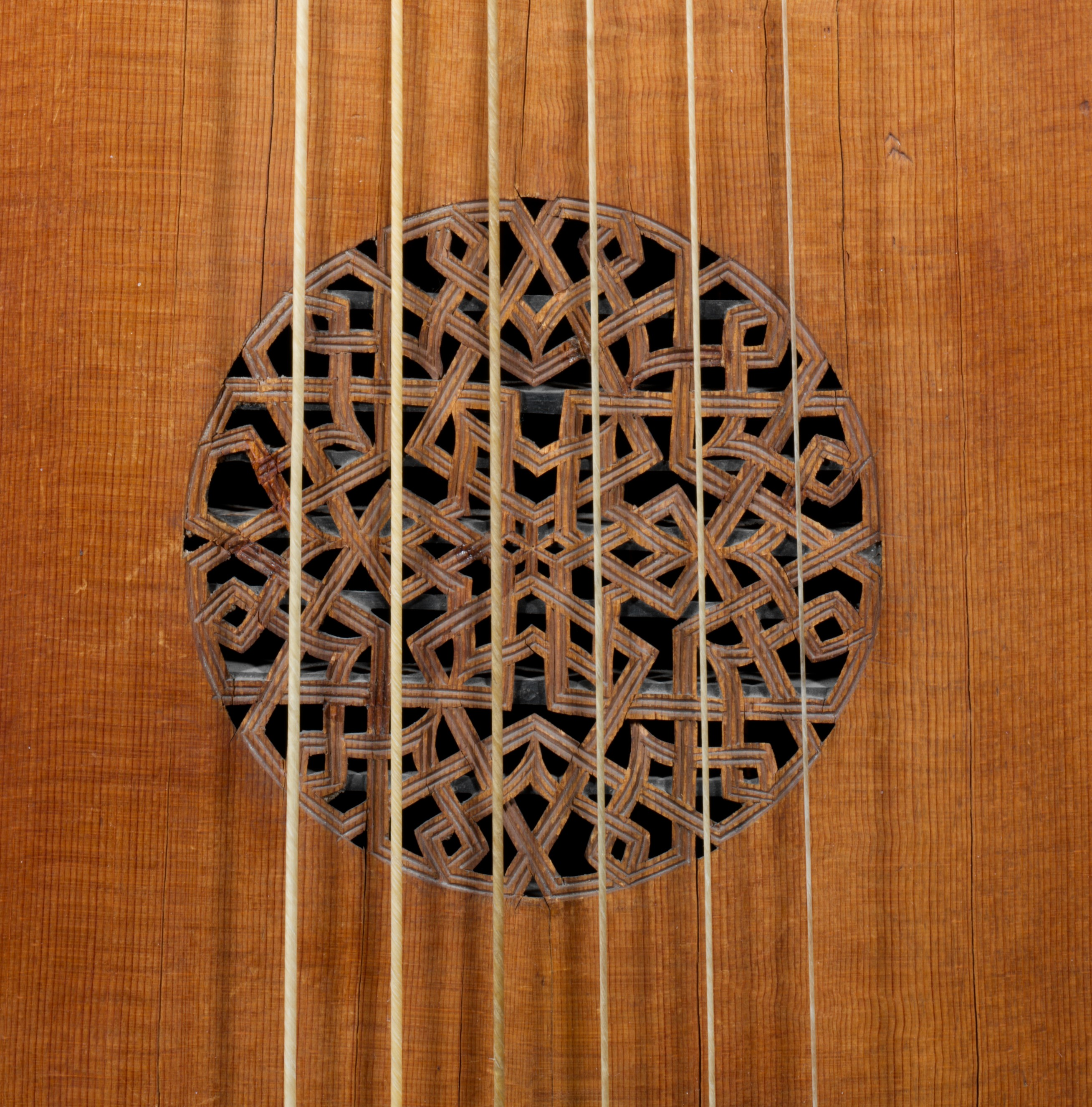
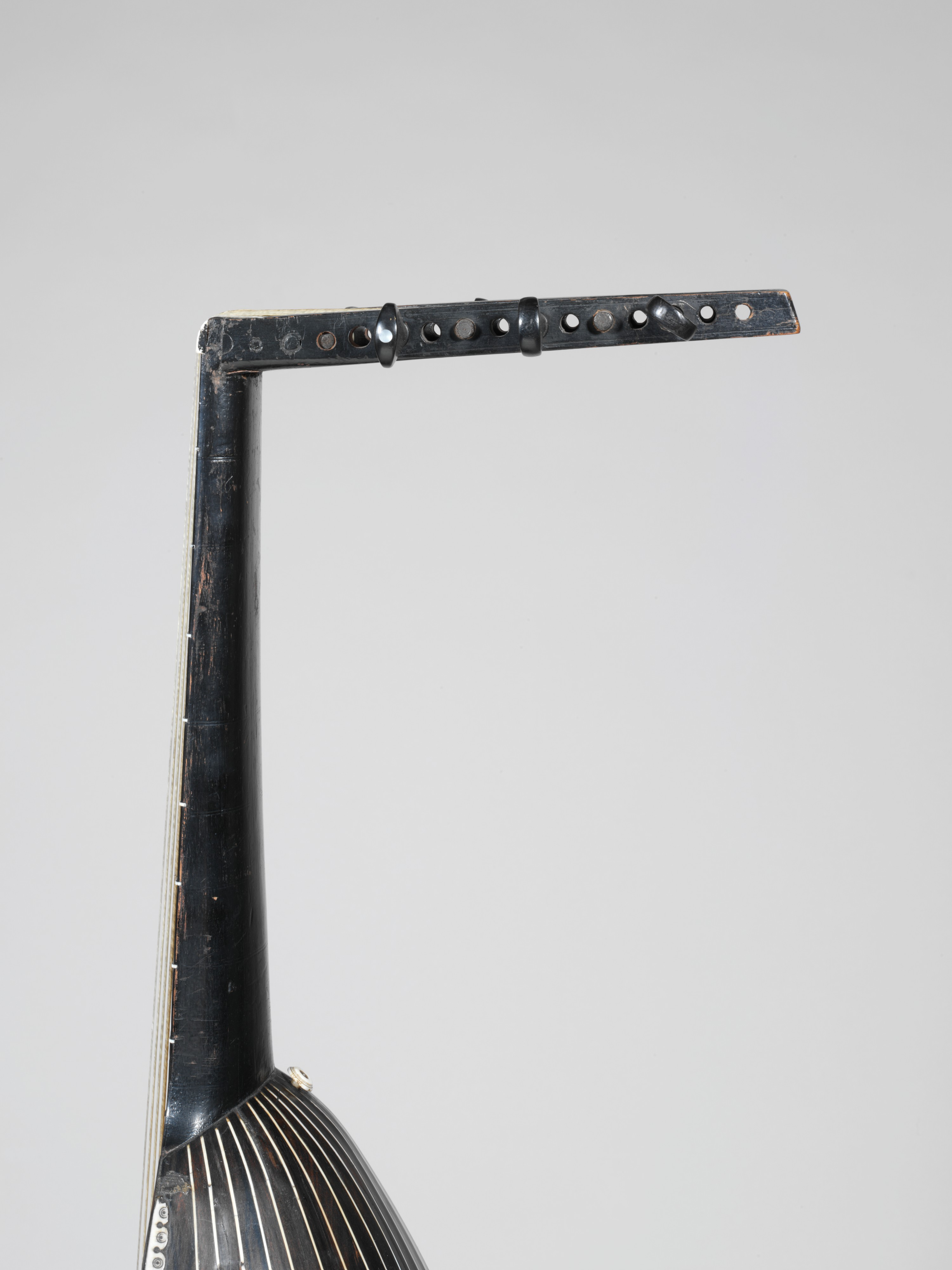
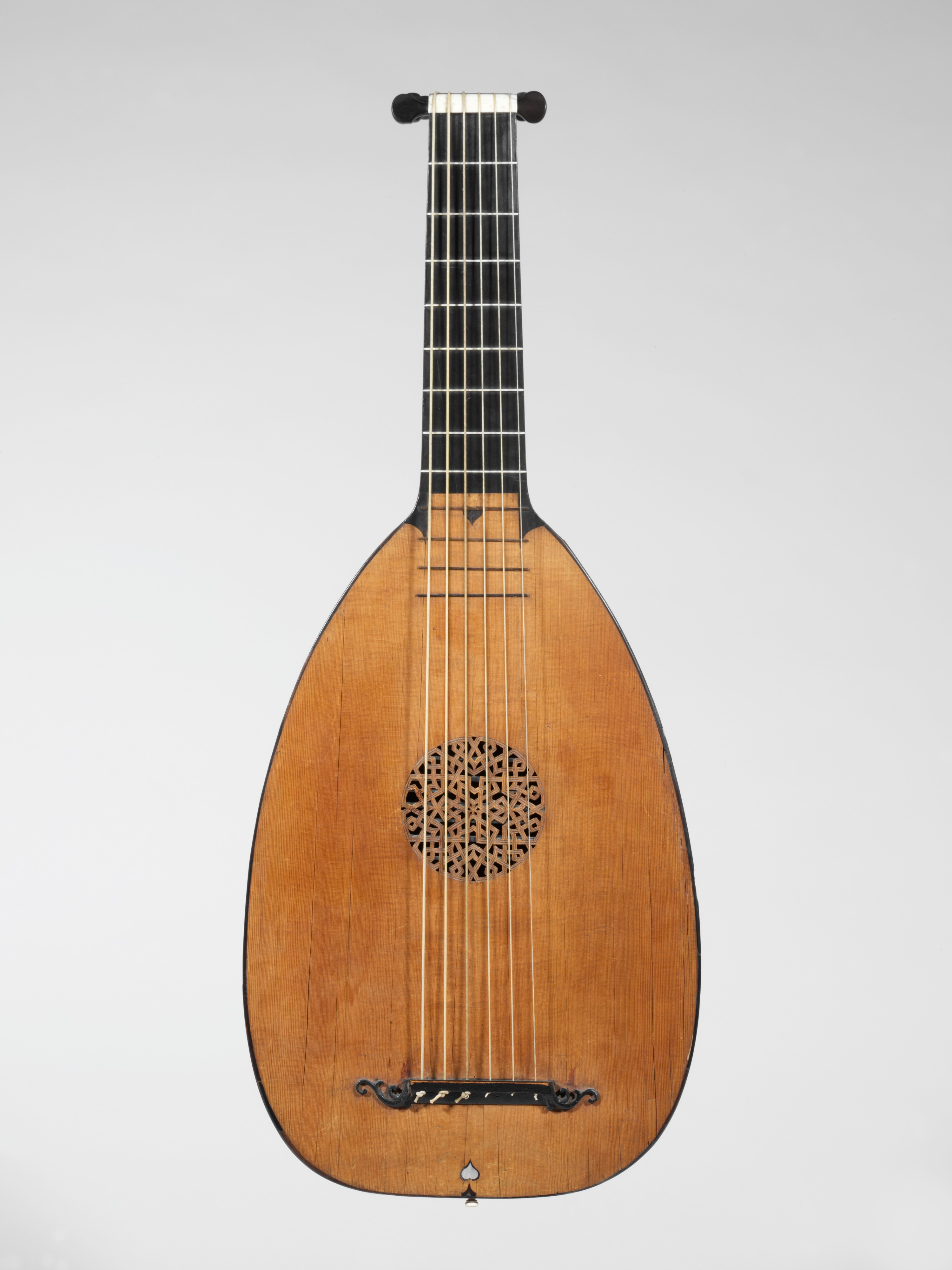
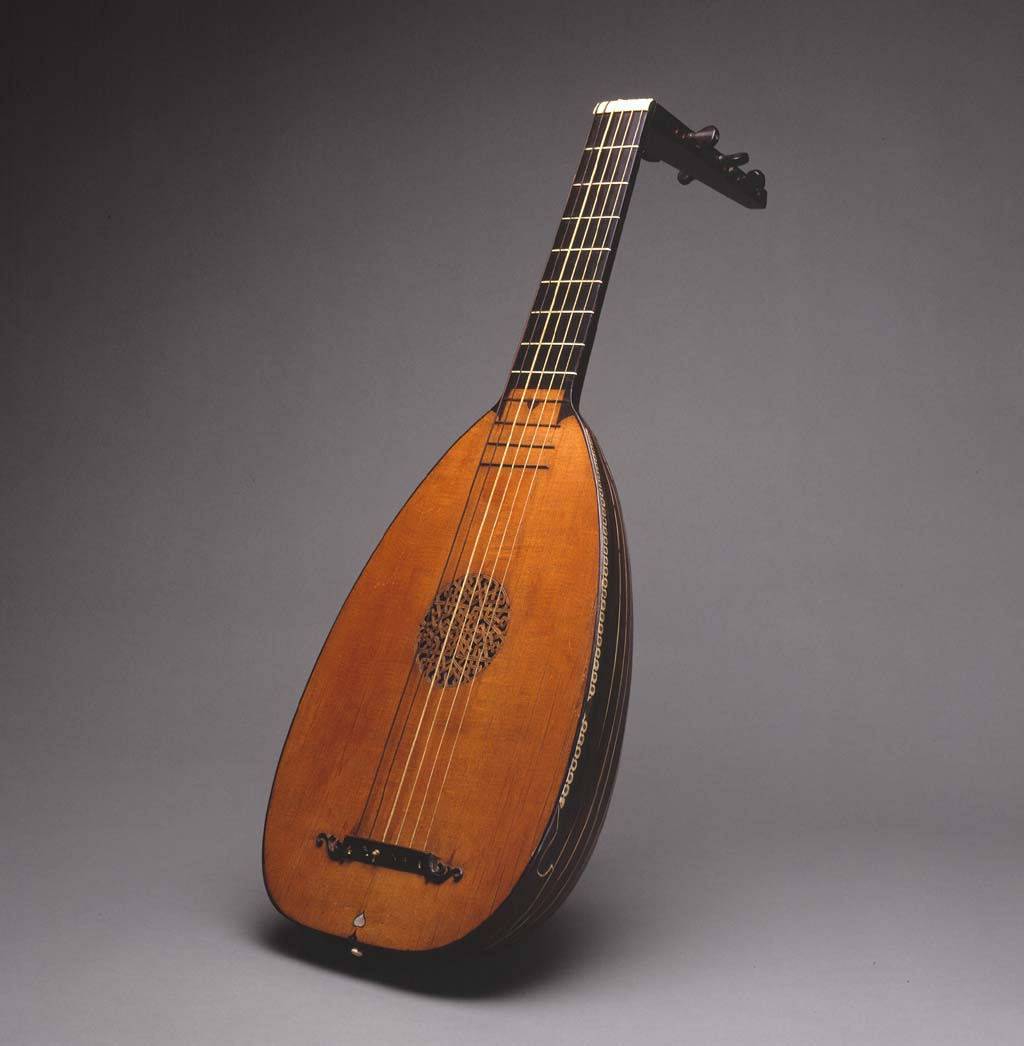

- Agostino Agazzari – erstes Buch der Madrigale zu sechs Stimmen, Venedig: Angelo Gardano
- Felice Anerio – erstes Buch der Sacri hymni et cantica, Venedig: Giacomo Vincenti
- Ippolito Baccusi
  - Sacrae cantiones psalmi videlicet, et omnia quae ad completorium pertinent zu fünf Stimmen, Venedig: Ricciardo Amadino
  - Missae tres tum viva voce tum omni instrumentorum genere cantatu commodissimae zu acht Stimmen, Venedig: Ricciardo Amadino
- Adriano Banchieri – zweites Buch der Canzoni alla francese zu vier Stimmen, Venedig: Ricciardo Amadino
- Girolamo Belli – erstes Buch der Canzonettas zu vier Stimmen, Ferrara: Vittorio Baldini
- Giulio Belli – Psalmi ad vesperas in totius anni solemnitatibus zu acht Stimmen, Venedig: Angelo Gardano (Sammlung von Vesper-Psalmen und zweier Magnificats)
- Aurelio Bonelli – erstes Buch der Villanelle zu drei Stimmen, Venedig: Angelo Gardano
- Giovanni Croce
  - Messen zu acht Stimmen, Venedig: Giacomo Vincenti
  - erstes Buch der Messen zu fünf Stimmen, Venedig: Giacomo Vincenti
  - Salmi che si cantano a Terza, con l'inno Te Deum, & i salmi Benedictus e Miserere zu acht Stimmen, Venedig: Giacomo Vincenti (enthält Psalmen für die Terz)
  - Li sette sonetti penitenziali zu sechs Stimmen, Venedig: Giacomo Vincenti (Vertonungen der sieben Bußpsalmen in Sonettform, übersetzt von Giovanni Francesco Bembo)
- Christoph Demantius – Joel, Kapitel 2 Vers 12 für fünf Stimmen, Nürnberg: Paul Kauffman
- Scipione Dentice – zweites Buch der Madrigale zu fünf Stimmen, Venedig: Angelo Gardano

- Johannes Eccard

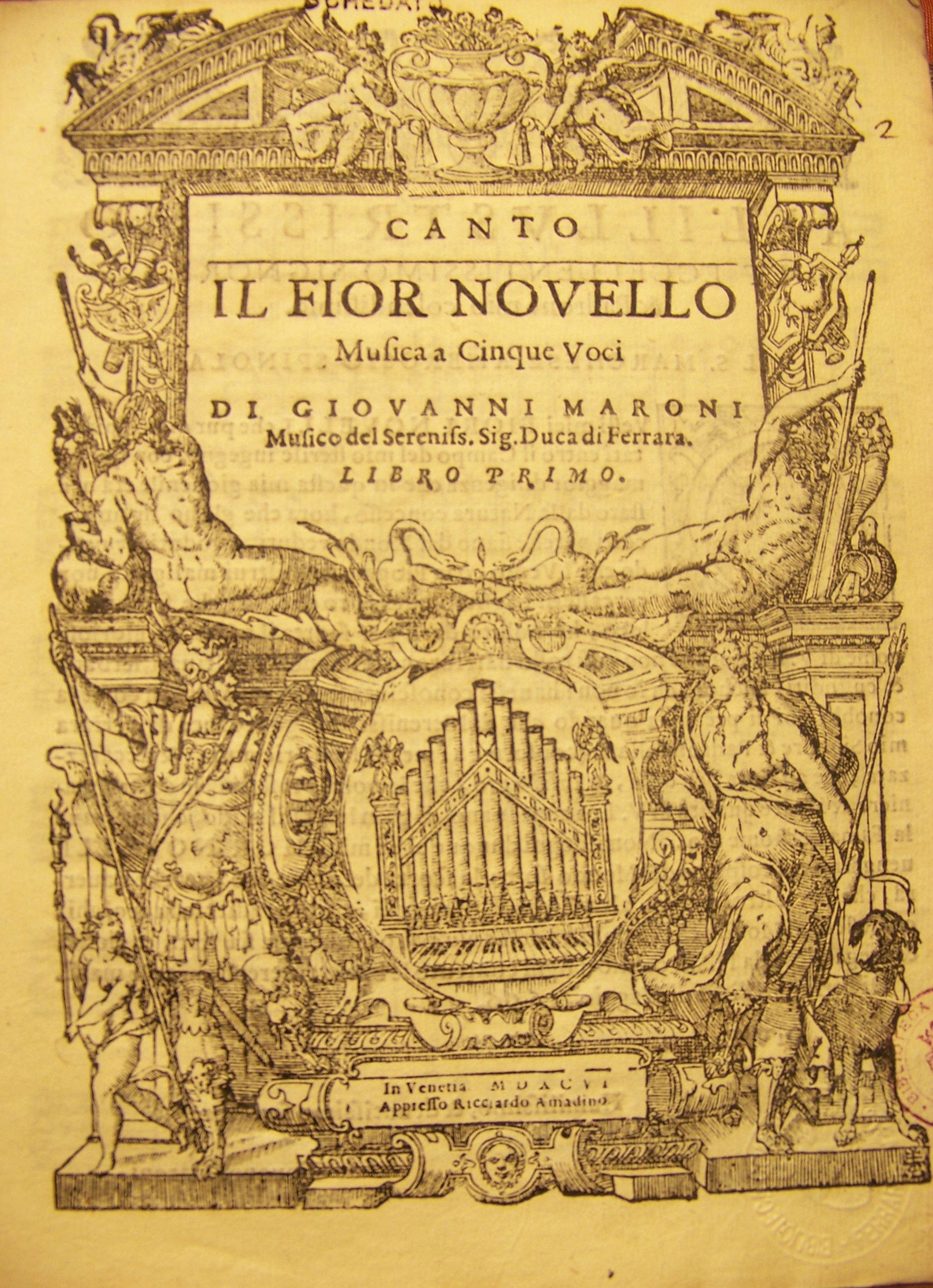
Giovanni Maroni – Il Fior novello, musica a cinque voci, libro primo, Frontispiz 1596

  - XX. Odae sacrae: Ludovici Helmboldi, Mühlhausen: Hieronymous Reinhard
  - Epithalamium (Wer Gottes Wort mit Fleis betracht) zu sechs Stimmen, Königsberg: Georg Osterberger (Hochzeitslied)
  - Harmonia musica (Cui virtutis amans) zu acht Stimmen, Königsberg: Georg Osterberger (Hochzeitslied)
  - Hochzeit Lied (Wo fern ein Eh gerathen soll) zu fünf Stimmen, Königsberg: Georg Osterberger (Hochzeitslied)
  - Harmonia (Casta Leonhardo ...) zu sechs Stimmen, Königsberg: Georg Osterberger (Hochzeitslied)
- Stefano Felis – viertes Buch der Motetten zu fünf, sechs und acht Stimmen, Venedig: Giacomo Vincenti
- Andrea Gabrieli – drittes Buch der Ricercari, Venedig: Angelo Gardano (posthum veröffentlicht)
- Jacobus Gallus – Moralia zu fünf, sechs und acht Stimmen, Nürnberg: Alexander Philipp Dieterich (posthum veröffentlicht)
- Bartholomäus Gesius – Novae melodiae harmonicis zu fünf Stimmen, Frankfurt an der Oder: Friedrich Hartmann
- Carlo Gesualdo – Madrigali libro quarto zu fünf Stimmen, Ferrara: Vittorio Baldini
- Hans Leo Haßler
  - Madrigali zu fünf bis acht Stimmen, Augsburg: Valentin Schönigk
  - Neüe teüsche Gesäng nach Art der welschen Madrigalien und Canzonetten, Augsburg: Valentin Schönigk
- Luzzasco Luzzaschi – sechstes Buch der Madrigale zu fünf Stimmen, Ferrara: Vittorio Baldini
- Giovanni de Macque – erstes Buch der Motetten zu fünf, sechs und acht Stimmen, Rom: Nicolo Mutii
- Giovanni Maroni – Il Fior novello, musica a cinque voci, libro primo
- Tiburtio Massaino – Sacrae cantiones … liber secundus zu sechs Stimmen, Venedig: Ricciardo Amadino
- Johannes Matelart – Responsoria, antiphoniae et hymni zu vier und fünf Stimmen, Rom: Nicolo Mutii
- Rinaldo del Mel – Madrigaletti spirituali a tre voci, Lib. 4, Venedig
- Rogier Michael – Visita quaesumus Domine zu acht Stimmen
- Philippe de Monte – Sacrarum cantionum […] liber primus zu vier Stimmen, Venedig: Angelo Gardano
- Giovanni Pierluigi da Palestrina – Litaniae Beatae Mariae Virginis zu drei und vier Stimmen
- Ercole Pasquini – 1 Madrigal
- Peter Philips – Primo Libro de Madrigali a sei voci, Antwerpen: Pierre Phalèse
- Jakob Regnart – 1 Motette, in: Thesaurus litaniarum, München
- Franz Sales
  - Tripertiti operis officiorum missalium, quibus introitus, alleluja et communiones […] liber primus, Prag
  - Officiorum missalium […] liber tertius et ultimus zu fünf bis sechs Stimmen, Prag
- Orfeo Vecchi – Psalmi integri in totius anni solemnitatibus, Mailand: Francesco und Simon Tini Erben
- Cornelis Verdonck
  - 1 Madrigal, in: Sammlung Madrigali a otto voci zu acht Stimmen, Antwerpen
  - 1 Madrigal, in: Sammlung Paradiso musicale di madrigali et canzoni, Antwerpen
- Lodovico Grossi da Viadana – Falsi bordoni für 5 Stimmen, Venedig

## Instrumentenbau

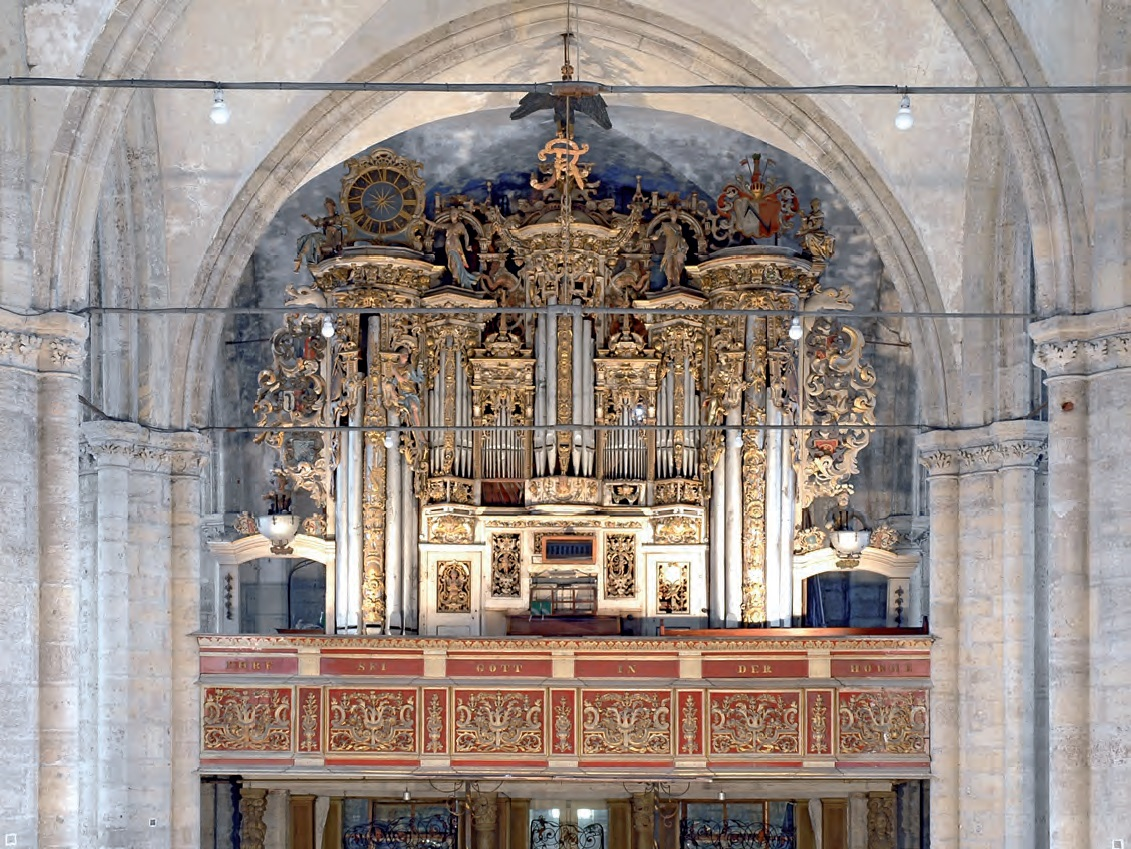
Prospekt der Gröninger Orgel in St. Martini in Halberstadt
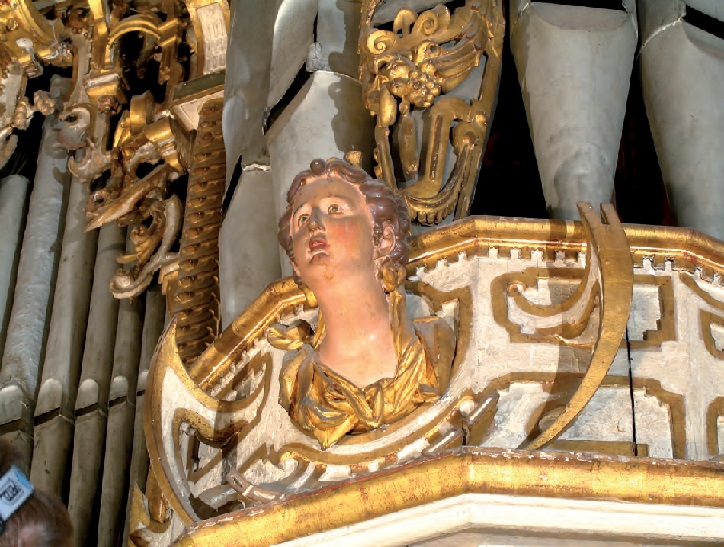
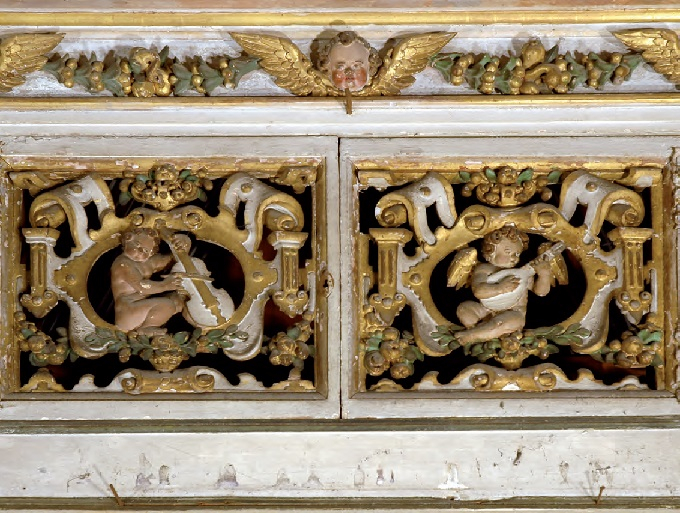
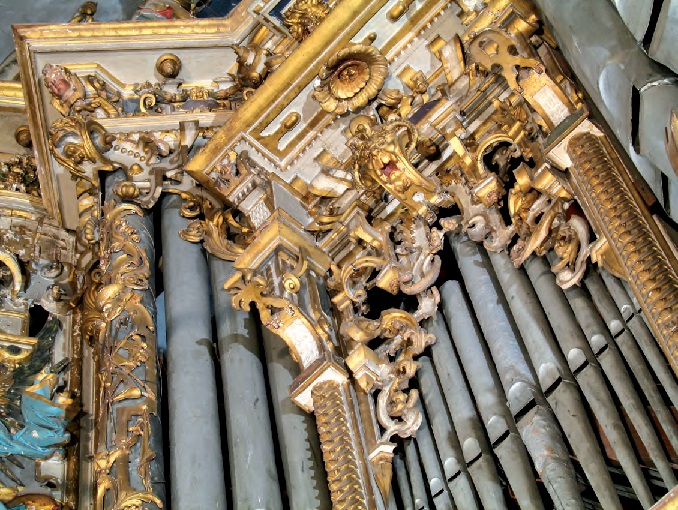
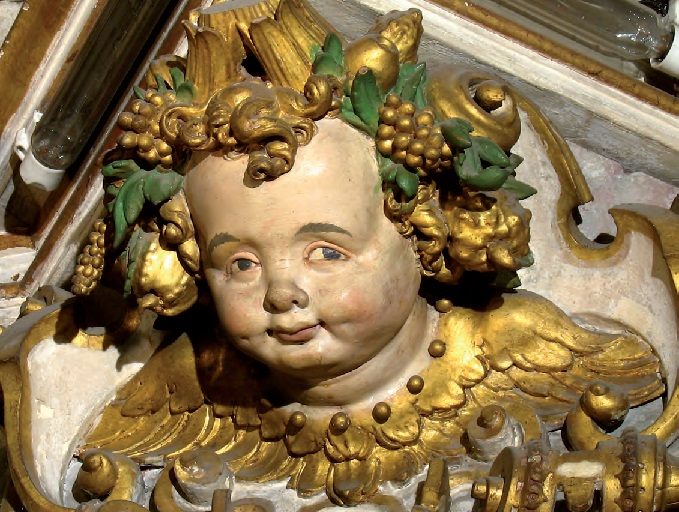
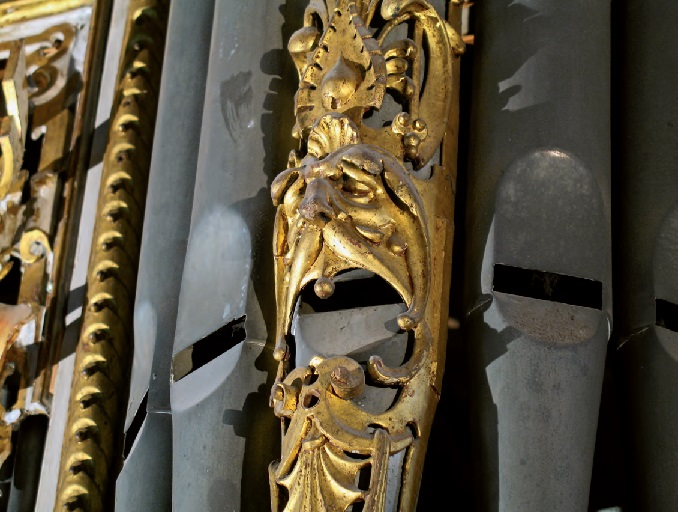

- Von 1592 bis 1596 baut David Beck eine Orgel für das Schloss in Gröningen. Die Gröninger Orgel hat 59 Register. Weithin bekannt wird sie durch die Orgelprobe am 2. August 1596, zu der mehr als 50 Organisten eingeladen werden.

## Geboren

### Geburtsdatum gesichert
- 03. September: Nicola Amati, italienischer Geigenbauer († 1684)

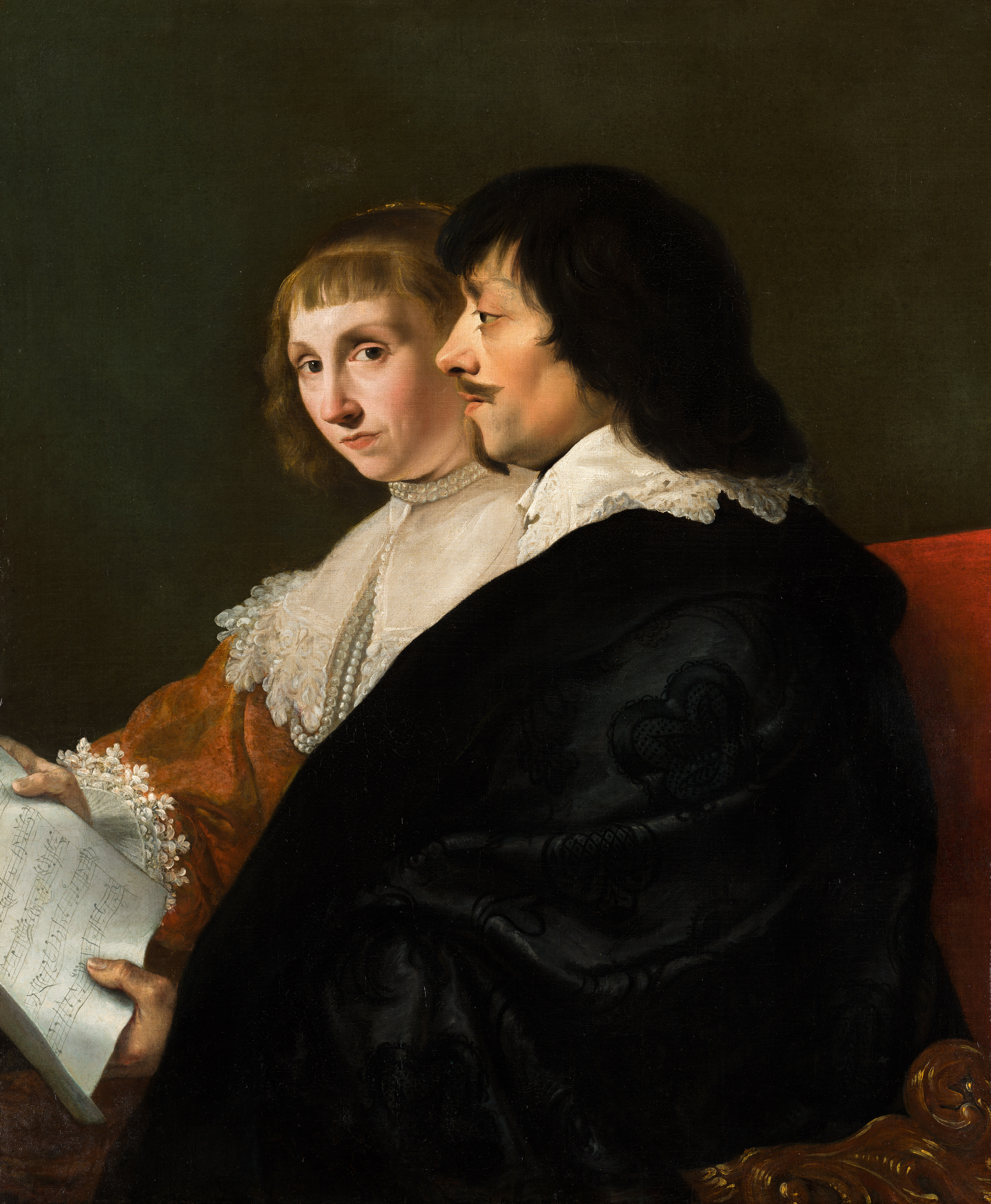
Constantijn Huygens (* 4. September) mit seiner Schwester Suzanna van Baerle

- 04. September: Constantijn Huygens, Dichter und Komponist aus den Niederlanden († 1687)
- 29. September: Arcangela Paladini, italienische Malerin, Sängerin und Dichterin († 1622)

### Genaues Geburtsdatum unbekannt
- Vinko Jelić, kroatischer Komponist († 1636)

## Gestorben
- 29. Februar: Philippe Rogier, franco-flämischer Komponist (* um 1560)
- 06. Mai: Giaches de Wert, flämischer Komponist (* 1535)
- 00. Juni: Giovanni Battista Mosto, Komponist und Posaunist (* vor 1550)
- 09. Dezember: Mathias Gastritz, deutscher Organist und Komponist (* um 1535)
- 27. Dezember: Pietro Pontio, italienischer Komponist (* 1532)